# تاتیانا پربینیس
 تاتیانا پربینیس (اوکراینی: Тетяна Юріївна Перебийніс؛ زاده ۱۵ دسامبر ۱۹۸۲) یک تنیس‌باز اهل اوکراین است.